# Aéroport de Panamá Pacífico
L’aéroport international de Panamá Pacífico (code IATA : BLB • code OACI : MPPA) est un aéroport commercial du Panama. Il est situé sur le site de l'ancienne base aérienne Howard, une ex-base aérienne des États-Unis dans la zone du canal de Panama. La ville de Panama peut être atteinte en traversant le Pont des Amériques, situé à proximité. 
Le service aérien commercial a commencé en 2014, VivaColombia étant le premier à être opérationnel.  

## Situation
| Ustupu Achutupo Balboa Bocas · del Toro Changuinola Colón Contadora Corazón de Jesús David El Porvenir El Real Garachiné Jaqué Mulatupo Albrook Tocumen Pedasí Playón Chico Puerto Obaldia Sambú Puerto Piña Río Hato Las · Perlas Isla · del Rey |

## Compagnies aériennes et destinations
| Compagnies | Destinations                                                                               |
| ---------- | ------------------------------------------------------------------------------------------ |
| Wingo      | Bogota-El Dorado, Cali-Alfonso-Bonilla-Aragón, Carthagène-R. Núñez, Medellín-J. M. Córdova |

Édité le 25/07/2019